# Майдан-Тшебеський
Майдан-Тшебеський (пол. Majdan Trzebieski) — село в Польщі, у гміні Ополе-Любельське Опольського повіту Люблінського воєводства.
Населення — 131 особа (2011).

## Демографія
Демографічна структура станом на 31 березня 2011 року:
|          | Загалом | Допрацездатний вік | Працездатний вік | Постпрацездатний вік |
| -------- | ------- | ------------------ | ---------------- | -------------------- |
| Чоловіки | 65      | 11                 | 42               | 12                   |
| Жінки    | 66      | 11                 | 36               | 19                   |
| Разом    | 131     | 22                 | 78               | 31                   |